# Fozil Musaev
Fozil Musaev (født 2. januar 1989) er en uzbekistansk fodboldspiller.

## Usbekistans fodboldlandshold
| Usbekistan landshold | Usbekistan landshold | Usbekistan landshold |
| År                   | Kmp                  | Mål                  |
| -------------------- | -------------------- | -------------------- |
| 2009                 | 1                    | 0                    |
| 2010                 | 0                    | 0                    |
| 2011                 | 0                    | 0                    |
| 2012                 | 8                    | 0                    |
| 2013                 | 3                    | 0                    |
| 2014                 | 6                    | 0                    |
| 2015                 | 2                    | 0                    |
| Total                | 20                   | 0                    |